# Vignole Borbera
Vignole Borbera är en ort och kommun i provinsen Alessandria i regionen Piemonte i Italien. Kommunen hade 2 068 invånare (2018).